# Купырь лоснящийся
Купы́рь лосня́щийся, или Купырь блестя́щий (лат. Anthriscus nitida) — вид двудольных растений рода Купырь (Anthriscus) семейства Зонтичные (Apiaceae). Впервые описан шведским ботаником Йёраном Валенбергом.

## Распространение и среда обитания
Основную часть ареала составляет центральная и юго-восточная Европа. Как правило, встречается в ущельях и лесах.

## Ботаническое описание

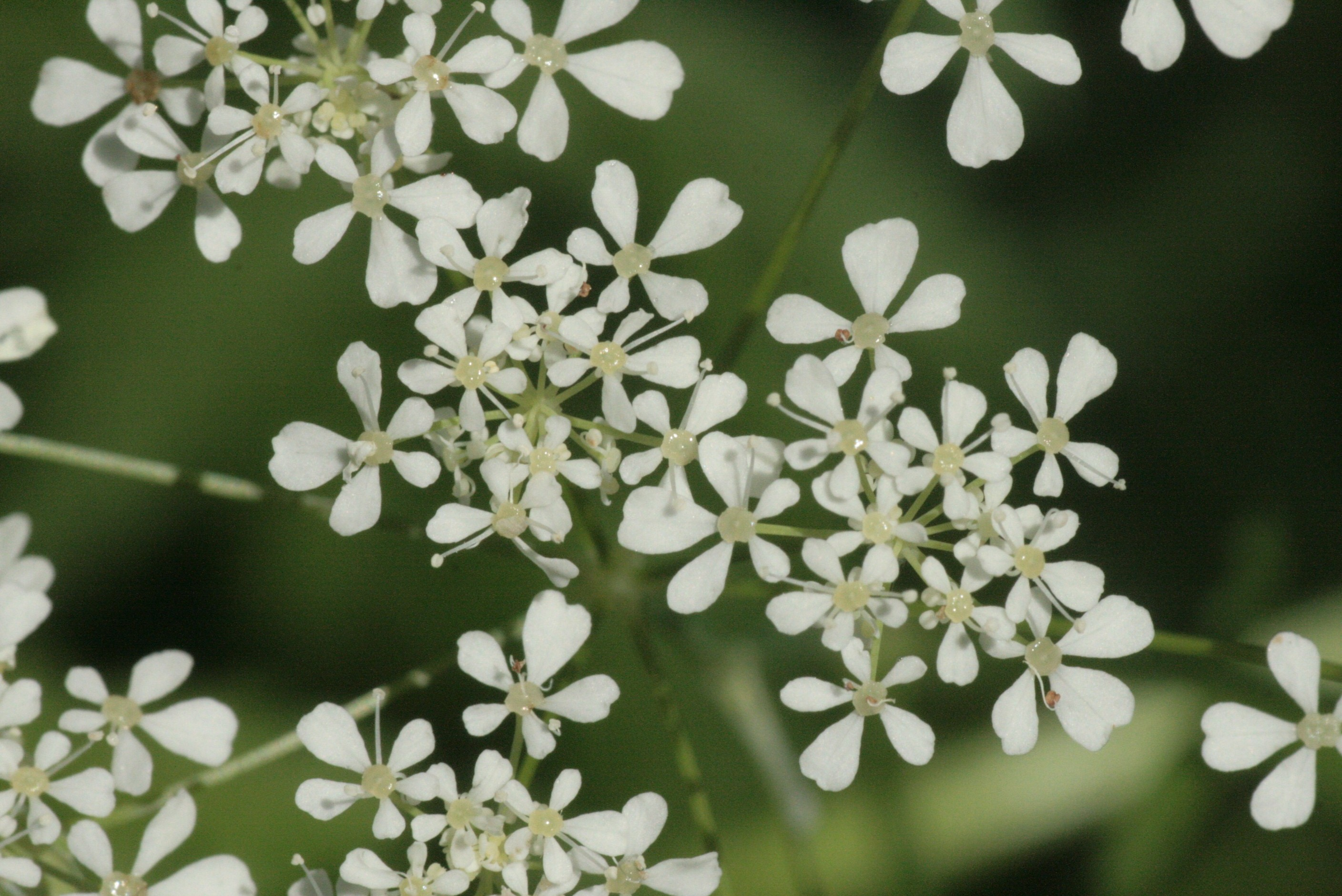
Цветки

Крупное многолетнее травянистое растение высотой 60—130 см.
Листья зелёные, блестящие.
Соцветие зонтичное, несёт крупные цветки белого цвета.
Плод — вислоплодник.
Цветёт с мая по начало июня.

## Охранный статус
Внесён в Красную книгу Латвии. По-видимому, вид вымер в этой стране (ранее отмечался в её крайней восточной части).

## Синонимы
Синонимичные названия:
- Anthriscus abortiva Jord.
- Anthriscus alpestris Wimm. & Grab.
- Anthriscus alpestris Hegetschw.
- Anthriscus cicutaria Duby
- Anthriscus dubia Kabath
- Anthriscus hegetschweileri M.Hiroe
- Anthriscus heterosantha Schur
- Anthriscus humilis Besser
- Anthriscus rupicola Godet
- Anthriscus sylvestris subsp. alpestris (Wimm. & Grab.) Gremli
- Cerefolium nitidum (Wahlenb.) Čelak.
- Chaerefolium alpestre (Wimm. & Grab.) Stankov
- Chaerefolium nitidum (Wahlenb.) Domin
- Chaerophyllum daucifolium Desf.
- Chaerophyllum nitidum Wahlenb.basionym
- Myrrhis bulbosa All.
- Myrrhis torquata Schult.
- Myrrhodes alpestre Kuntze
- Selinum nitidum E.H.L.Krause